# Замена скочног зглоба ендопротезом
Замена скочног зглоба ендопротезом или артропластика скочног зглоба је хируршка процедура којом се оштећене зглобне површине људског скочног зглоба мењају протетским компонентама. Ова процедура постаје третман избора за пацијенте којима је потребна  артропластика, која има многе предности у односу на конвенционалну примену артродезе, односно фузије костију. Враћање обима покрета је кључна карактеристика у корист замене скочног зглоба ендопротезом у односу на артродезу. Међутим, клинички докази супериорности ендопротезе утврђени су само за одређене изоловане дизајне имплантата.

## Историја
Од раних 1970-их, недостаци артродезе скочног зглоба и одлични резултати постигнути артропластиком на другим људским зглобовима подстакли су израду бројних конструктивних решења за ендопротезе намењен скочном зглобу. У следећим деценијама, разочаравајући резултати дугорочних клиничких студија  пионирске ендопротезе скочног зглоба утицали су на то да се артродеза скочног зглоба као хируршки третман избора за ове пацијенте. Савременије констрокције ендопротеза дале су боље резултате, доприносећи поновном интересовању за тоталну артропластику скочног зглоба током привих деценија 21. века.  
Скоро сви пионирски дизајни су имали две компоненте, и они су категорисани као неконгруентни и конгруентни, према облику две зглобне површине. Након раних незадовољавајућих резултата двокомпонентних ендопротеза, већина новијих дизајна садржи три компоненте, са полиетиленским менискусним лежајем који је уметнут између две металне компоненте причвршћене на кости. Овај менискални лежај требало је да омогући пуну конгруенцију на зглобним површинама у свим позицијама зглобова како би се минимизирало хабање и деформација компоненти.  
Кроз историју утврђено је да лоше разумевање функција структура које усмеравају покрете скочног зглоба у природном зглобу (лигаменти и зглобне површине), и лоша реконструкција ових функција у замењеном зглобу може бити одговорна за компликације и ревизије.

## Конструкција
Главни  конструктивни циљеви протетике за замену скочног зглоба су да: 
- поврате првобитну функцију зглоба, враћањем одговарајуће кинематике на замењеном зглобу,
- омогуће добру фиксацију компоненти, што би укључивало одговарајући пренос оптерећења на кост и минималан ризик од попуштања;
- гарантују дуговечност имплантата, што се углавном односи на отпорност на хабање;
- постигну изводљивост имплантације с обзиром на мале димензије зглоба.

Као и код других замена зглобова, мора се решити традиционална дилема између мобилности и конгруентности.  Неограничени или полуограничени дизајни омогућавају неопходну покретљивост, али захтевају неконгруентан контакт, што доводи до великих контактних напона и потенцијално високу стопу хабања. Супротно томе, конгруентни дизајни производе велике контактне површине са малим контактним напонима, али преносе нежељене силе ограничавања које могу преоптеретити систем фиксације на интерфејсу кост-компонента.

## Индикације
Маћелно, индикације за операцију су следеће:
- пацијенти са примарним или посттрауматским остеоартритисом са релативно ниском функционалном потражњом,
- пацијенти са тешким реуматоидним артритисом скочног зглоба , али не и тешком остеопорозом скочног зглоба,
- пацијенти погодни за артродезу али је одбацују.

## Контраиндикације
Опште контраиндикације су:
- варус или валгус деформитет већи од 15 степени, тешка ерозија костију, тешка сублуксација талуса,
- значајна остеопороза или остеонекроза која посебно утиче на талус,
- претходне или тренутне инфекције стопала,
- васкуларне болести или тешки неуролошки поремећаји,
- претходна артродеза ипсилатералног кука или колена или тешки деформитети ових зглобова.

Остале контраиндикације су:
- нестабилност капсулолигамента,
- деформитети задњег или предњег дела стопала који утичу на правилно држање, не сматрају се релевантним ако се реше пре или током ове операције.

## Прогноза
Прогноза замене скочног зглоба укључује факторе као што су функција скочног зглоба, бол, ревизија и преживљавање имплантата. Студије исхода модерних дизајна показују петогодишњу стопу преживљавања имплантата између 67% и 94%.  Док је десетогодишње стопе преживљавања око 75%.  
Дизајн мобилних лежајева омогућио је да се стопе преживљавања имплантата и даље побољшавају, достижући чак 95% за пет година и 90% за десет година.  Замене скочног зглоба имају 30-дневну стопу поновног пријема од 2,2%, што је слично као код замене колена, али ниже од оне код тоталне замене кука. 6,6% пацијената који су подвргнути примарном ТАР-у захтевају поновну операцију у року од 12 месеци од индексне процедуре. Стопе раних ревизија су знатно веће у центрима са малим обимом операција. 
Клинички резултати скочног зглоба, нпр. Америчког ортопедског друштва за стопало и скочни зглоб (АОФАС) или Манчестер Оксфордски упитник за стопало и скочни зглоб  су систем оцењивања исхода код замене скочног зглоба. У том упитнику као инструменти исхода коришћени су:
* радиографска процена стабилности и миграције компоненти,
*процену њене функционалности у свакодневном животу помоћу анализе хода или видео флуороскопије
тродимензионално мерење положаја и оријентације имплантираних протетских компоненти на замењеним зглобовима. 
Насумично контролисано испитивање које је упоређивало замену скочног зглоба са фузијом скочног зглоба ( ТАРВА студија ) показало је да су оба довела до сличних побољшања у ходању, стајању и квалитету живота. Замена скочног зглоба са фиксним лежајем (али не и покретним лежајем) надмашила је фузију скочног зглоба у засебној анализи. Анализа исплативости открила је да замена скочног зглоба може бити боља вредност за уложени новац током животног века особе. 